# Johann Christof
Johann Helmut Christof (* 13. September 1960 in Gratwein) ist österreichischer Unternehmer. Er ist Geschäftsführer und Eigentümer des Industrieunternehmens Christof Industries GmbH.

## Leben
Nach Abschluss seiner Schulausbildung und Auslandsaufenthalten gründete er 1987 sein erstes Industrieunternehmen, das er als Geschäftsführer von Beginn an leitete. Durch zahlreiche Neugründungen, Firmenübernahmen und Beteiligungen im In- und Ausland entstand im Laufe der Jahre ein Unternehmensverbund unter dem Markennamen Christof Industries. Die Dienstleistungen und Produktionen der Unternehmen beziehen sich auf den Apparatebau, Anlagenbau und Industrieservice.
2023 schlitterte er mit seinem persönlichen Vermögen in die Insolvenz. Daraufhin kamen unter anderem Liegenschaften Christofs in Graz und Sierling oder auch eine Motoryacht zur Veräußerung. Eine rund 3500 Hektar große Jagd direkt am Altausseer See sollte dabei mit Hilfe der Familie gehalten werden.
Johann H. Christof ist verheiratet und mehrfacher Vater. Er lebt mit seiner Familie in Graz.

## Engagement
- 2008: Honorarkonsul der Republik Litauen in Österreich für Stmk, BL, NÖ[7]
- 2008: Mitglied des Bundesvorstandes der Industriellenvereinigung Österreich
- 2010: Ausschussmitglied des Landesgremiums des Außenhandels der WK Steiermark
- 2010: Präsident des FC Ausseerland[8]
- 2011: Vorstand in der Gesellschaft der Freunde von Ephesos
- 2011: Jahrgangscaptain der Studienrichtung „Innovationsmanagement“ an der Fachhochschule Campus 02[9]
- 2012: Vorstand in der Österreich-Kasachischen Gesellschaft

## Auszeichnungen
- Großes Goldenes Ehrenzeichen des Landes Steiermark (2019)
- Großes Silbernes Ehrenzeichen für Verdienste um die Republik Österreich (2015)